# 스즈키 쓰네오

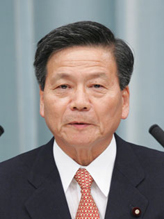

스즈키 쓰네오(일본어: 鈴木 恒夫 스즈키 츠네오[*], 1941년 2월 10일 ~ )는 일본의 정치인으로 자민당 소속의 전 중의원 의원이다. 후쿠다 다케오 내각 개조내각에서 문부과학대신을 지냈다.
가나가와현 요코하마시 출신으로 와세다 대학 제1 정치경제학부를 졸업하였다. 같은 해 마이니치 신문 도쿄 본사에 들어가 정치부 기자로 15년간 일했으며, 1977년 중의원 의원 고노 요헤이(당시 신자유클럽 대표)의 비서가 되었다.
1983년 중의원 의원 총선거에서 가나가와 1구에 처음으로 입후보 했으나 낙선하였고, 같은 해 자치대신 다카와 세이이치의 대신 비서관이 되었다. 1986년 중의원 의원 총선거에서 두 번째 입후보로 출마해 첫 당선되었고, 총 여섯 번(1986년, 1990년, 1996년, 2000년, 2003년, 2005년)에 당선되었다.
당선된 해에 신자유클럽이 해산되자 자민당에 들어갔으며, 1992년 문부정무차관부터 2007년 중의원 재해 대책 특별위원회원장까지 여러 직책을 역임하였다. 2007년 10월 중의원 총선거에 출마하지 않고 정계 은퇴를 표명했으며, 자민당의 스즈키 게이스케가 지반(地盤)을 계승하였다. 2008년 8월 후쿠다 다케오 개조 개조내각의 문부과학대신에 임명되었지만 후쿠다 개조내각이 2개월도 못 가는 바람에 그 해 9월, 문부과학대신 직에서 물러났다. 2009년 7월, 중의원 해산에 따라 정계에서 은퇴하였다.

## 같이 보기
- 한일의원연맹